# Gardone Val Trompia

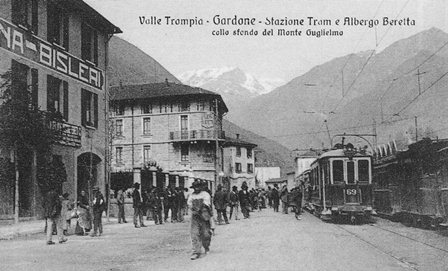
Gardone Val Trompia, 1910s

Gardone Val Trompia ist eine italienische Stadt mit 11.396 Einwohnern (Stand 31. Dezember 2023) im Val Trompia der Provinz Brescia.
Gardone Val Trompia ist besonders für ihre traditionsreiche Schusswaffenindustrie bekannt. So befindet sich in Gardone Val Trompia ein Museum mit Waffensammlung. Unter anderem haben in Gardone Val Trompia die Hersteller moderner Handfeuerwaffen Fabbrica d’Armi Pietro Beretta, Sabatti s.p.a., Fratelli Tanfoglio S.N.C. und Fabbrica Armi di Mario Abbiatico e Remo Salvinelli (FAMARS) ihren Sitz. Beretta wurde im Jahr 1526 am Ort erstmals urkundlich erwähnt.
Außerdem gibt es eine große Anzahl von Herstellern traditioneller Vorderlader wie A. Uberti, Srl., Armi Sport de Chiappa und Davide Pedersoli & C.
1927 wurden der Gemeinde die beiden Ortschaften Inzino und Magno angeschlossen. 2002 beförderte der damalige italienische Staatspräsident Carlo Azeglio Ciampi Gardone Val Trompia zum Status einer Stadt.